# Vâlcea, Alba
Vâlcea este un sat în comuna Bucium din județul Alba, Transilvania, România.